# 대뇌동맥

머리와 목의 동맥.

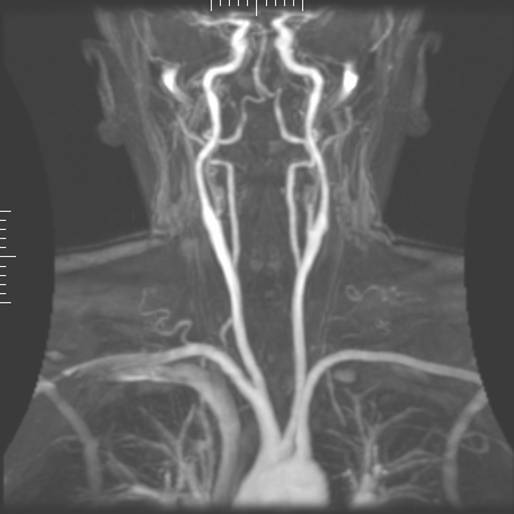
동맥의 혈관조영.

대뇌동맥(cerebral arteries)은 뇌의 대뇌 부분에 혈액을 공급하는 세 개의 중요한 동맥 쌍과 그 가지들을 일컫는다. 대뇌동맥에서 가장 주된 세 동맥은 다음과 같다.
- 앞대뇌동맥 (ACA)
- 중간대뇌동맥 (MCA)
- 뒤대뇌동맥 (PCA)

앞대뇌동맥과 중간대뇌동맥은 속목동맥의 대뇌부분에서 갈라져 나오고, 반면 뒤대뇌동맥은 뒤교통동맥과 뇌바닥동맥 앞부분이 교차하는 지점에서 갈라져 나온다. 세 쌍의 대뇌동맥들은 앞교통동맥과 뒤교통동맥을 통해 연결된다. 또한 앞·중간·뒤대뇌동맥은 더 작은 동맥들로 갈라지기 전에 뇌의 안쪽과 중간 부분을 관류하는 동맥들을 낸다.
보통 대뇌동맥들은 1-4 또는 1-5개의 분절로 나누어서 각 가지들이 어느 위치에서 갈라져 나오는지 표시한다. 숫자가 작을수록 해당 가지는 원래 동맥에 가까운 지점에서 갈라져 나왔다는 것을 의미한다. 갈라져 나온 동맥 가지들은 그 크기와 위치가 어느 정도는 일정하지만, 모양새나 위치, 원래 갈라져 나오는 동맥이나 크기에 변이가 많다.